# Roderick Kingsley
Roderick Kingsley – Hobgoblin, postać z komiksów Marvela stworzona przez Rogera Sterna, Mike’a Zecka i Johna Romitę Jr.. Kingsley to pierwszy Hobgoblin, który staje na drodze Spider-Mana.

## Fikcyjna historia
Roderick Kingsley znany jest jako milioner zajmujący się modą. Niewielu jednak wie o jego kontaktach ze światem przestępczym. Jego działalność przysporzyła mu wielu wrogów takich jak Narda Ravanna. Po jednym z zamachów na swoje życie, Kingsley postanowił bronić siebie i swego finansowego imperium. Pewnego dnia Kingsley dowiedział się o kryjówce Normana Osborna. Uznał, że to właśnie szansa na jaką czekał. Dzięki zapiskom Zielonego Goblina Roderick odnowił formułę która dawała mu ogromną siłę. Używając porzuconego arsenału Normana Osborna, Roderick przyjął imię "Hobgoblin" a następnie stał się jednym z wielu super przestępców z którymi walczył Spider-Man.

## Moce i umiejętności
Z początku Roderick Kingsley nie posiadał żadnych mocy. Dzięki notatkom Normana Osborna udało mu się odnowić "środek" który znacznie zwiększył zdolności fizyczne jego ciała. Nie dość, że go odnowił to jeszcze udało mu się wyeliminować efekty uboczne takie jak wywoływanie paranoi. Kingsley jest również utalentowanym projektantem oraz mistrzem hipnozy.